# Heinrich Landerer

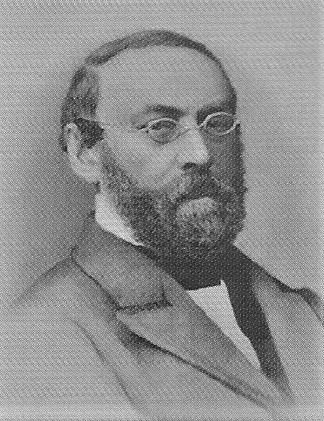
Heinrich Landerer (1870er Jahre)

Philipp Heinrich Landerer (* 28. August 1814 in Maulbronn; † 8. Februar 1877 in Göppingen) war ein deutscher Arzt.

## Leben
Heinrich Landerer war Abkömmling einer Familie, aus der bis zu diesem Zeitpunkt vorwiegend Pfarrer und Beamte hervorgegangen waren. Er wuchs in Walddorf bei Tübingen im elterlichen Pfarrhaus auf. Nach seinem Studium der Medizin in Tübingen trat er eine Studienreise an, die ihn über Paris und Zürich führte. Schließlich ließ er sich in Göppingen nieder. Am 17. März 1838 erfolgte die Ankündigung seiner Niederlassung als Arzt und Geburtshelfer im Wochenblatt von Göppingen. Landerer wirkte ab diesem Zeitpunkt als praktischer Arzt und Oberamtswundarzt.
1839 heiratete Heinrich Landerer Thekla Werner, die Schwester seines Freundes Gustav Werner, den Landerer bereits im elterlichen Pfarrhaus kennengelernt hatte, wo Gustav Werner sein Vikariat absolvierte. Gustav Werner, der Begründer des Gustav Werner’schen Bruderhauses in Reutlingen, wurde Freund und Vorbild für Heinrich Landerer.
Der evangelische Theologe Maximilian Albert Landerer (1810–1878) war der Bruder von Philipp Heinrich Landerer.

## Wirken und Wirkung
Zusammen mit dem Boller Badearzt Ludwig Heinrich Palm übernahm Heinrich Landerer 1839 das Göppinger Bad. Am 6. März 1848 gab es in Göppingen die „Erste liberale Volksversammlung“, Heinrich Landerer war deren Mit-Initiator. Es wurde aufgerufen zur Gründung von „Vaterländischen Vereinen“. Ab August 1848 folgten breit organisierte Initiativen von ca. 120 Ärzten
zur „Medicinal-Reform“ in Württemberg. Die Mediziner Carl Heinrich Rösch und Heinrich Landerer kooperierten in dem 16-köpfigen Ausschuss der direkt gewählten Vertrauensleute der württembergischen Ärzteschaft. Landerer betreute dort als „Correferent“ zusammen mit anderen das Referat der Armenpraxis.
1852 eröffnete er die private Heil- und Pflegeanstalt für Gemüths- und Geisteskranke Christophsbad. Sie gilt als die dritte Einrichtung für psychisch Kranke in Württemberg. Die Nachkommen von Heinrich Landerer sind als Träger noch heute mit den Kliniken und dem Heim verbunden. Sein Sohn Werner Richard Landerer leitete viele Jahre den zur Anstalt gehörenden Gutsbetrieb als Ökonomierat. Sein Sohn Gustav Johannes Landerer wurde ärztlicher Leiter der Klinik.